# Lamberto Baldi
Lamberto Baldi   (Orvieto, 1895 - Montevideo, 1979) va ser un director d'orquestra, professor i compositor italià de destacada actuació a l'Uruguai al capdavant de l'Orquestra Simfònica del SODRE.
Va cursar estudis musicals a la seva ciutat natal, perfeccionant-se després a Florència amb el compositor Ildebrando Pizzetti. Va començar la seva trajectòria de director a Europa (Itàlia, França, Espanya i Portugal), emigrant el 1926 a Sud-amèrica, on va desenvolupar la major part de la seva intensa activitat.
Va ser director de la Societat de Concerts Simfònics de São Paulo (Brasil) entre 1926 i 1931, director estable de l'Orquestra Simfònica del SODRE entre 1932 i 1942, i novament el 1951-1953.
Va tenir una actuació destacada al Teatre Colón de Buenos Aires i a l'Associació Wagneriana-, i va ser director estable de l'Orquestra Simfònica Municipal d'aquesta ciutat entre 1947 i 1949. Entre el 1962 i el 1963, va organitzar l'orquestra de cambra de la Fundació Calouste Gulbenkian a Lisboa. Les seves preocupacions es van centrar sempre a assolir un cos simfònic homogeni i del més alt nivell tècnic i musical, i en la difusió de la creació musical contemporània; va tenir al seu càrrec importants estrenes de Debussy, Hindemith, Honegger, Stravinsky, Fabini i Tosar.
Va ser l'orquestrador de lEuridice de Jacopo Peri, l'estrena mundial del qual es va dur a terme a Montevideo el 1949. La seva producció com a compositor és petita: dues òperes i algunes obres simfòniques i corals.
Va exercir la docència de la composició, comptant entre els seus deixebles a Héctor Tosar i Mozart Camargo-Guarnieri. La seva darrera actuació al capdavant de l'OSSODRE va tenir lloc el 7 d'agost del 1965.